# 花田乡
花田乡，是中华人民共和国重庆市酉阳土家族苗族自治县下辖的一个乡镇级行政单位。

## 行政区划
花田乡下辖以下地区：
张家村、茶香村、中心村、生基村、何家岩村和老龙村。